# Grammy Award de la meilleure prestation de musique de chambre
Le Grammy Award de la meilleure prestation de musique de chambre (Best Chamber Music/Small Ensemble Performance) est une récompense décernée lors des cérémonies annuelles des Grammy Awards décernée à la prestation de musique de chambre de l'année.

## Lauréats
| Année | Artiste                        | Titre                                      | Ref   |
| ----- | ------------------------------ | ------------------------------------------ | ----- |
| 2022  |                                | Beethoven: Cello Sonatas - Hope Amid Tears | [ 2 ] |
| 2023  | Attacca Quartet                | Shaw: Evergreen                            | [ 3 ] |
| 2024  | Roomful of Teeth               | Rough Magic                                | [ 4 ] |
| 2025  | Caroline Shaw et So Percussion | Rectangles And Circumstance                | [ 1 ] |